# Église Santa Maria del Pianto (Venise)
Santa Maria del Pianto est une église catholique romaine de style baroque tardif située à Venise. Cette église octogonale  est située dans un coin oublié de Venise. Elle  a été conçue par Baldassare Longhena et semble inspirée par Santa Maria della Salute de Baldassare Longhena  située sur le Grand Canal de Venise.

## Histoire

Luca Giordano, La descente de la Croix, initialement dans l'église, aujourd'hui conservée aux Galeries de l'Académie de Venise

Une église et un monastère ont été commencés en 1647, après un décret du Sénat de 1646 comme ex-voto pour commémorer la victoire de la guerre contre les Ottomans. Le couvent servite, appelé le Cappuccine delle Fondamenta Nuove, et observant les règles  augustines, était achevé en 1658. L'église a été consacrée en 1687 et dédiée à Sainte Marie des Larmes et à Saint Joseph. En 1810, l'ordre a été supprimé. L'église abandonnée a été restaurée en 1842 et rouverte au culte.